# Droga krajowa B311 (Niemcy)
Droga krajowa 311 (Bundesstraße 311, B 311) – niemiecka droga krajowa przebiegająca  z północnego wschodu na południowy zachód z Ulm do skrzyżowania z autostradą A81 na węźle Geisingen  w Badenii Wirtembergii.

## Miejscowości leżące przy B311
Ulm, Erbach, Donaurieden, Oberdischingen, Öpfingen, Ehingen (Donau), Deppenhausen, Untermarchtal, Obermarchtal, Unlingen, Riedlingen, Ertingen, Herbertingen, Mengen, Rulfingen, Krauchewies, Göggingen, Leitishofen, Meßkirch, Worndorf, Neuhausen ob Eck, Tuttlingen, Immendingen, Geisingen.